# Зенит-С
Зени́т-С — советский малоформатный однообъективный зеркальный фотоаппарат, разработанный на Красногорском механическом заводе (КМЗ) и выпускавшийся серийно с 1955 по 1961 год. Вторая модель под маркой «Зенит».
Первый советский однообъективный зеркальный фотоаппарат, выпуск которого исчислялся сотнями тысяч (232 949 штук).

## Конструкция и характеристики
«Зенит-С» представляет собой модернизированный «Зенит» выпуска 1952 года. В конструкцию внесены два существенных изменения:
- добавлен синхроконтакт с регулятором упреждения синхронизации (такой же, как в дальномерной камере «Зоркий-С»). В связи с этим изменена конструкция кнопки спуска и кнопки включения обратной перемотки плёнки. Обоймы для крепления фотовспышки на камере нет, вспышку нужно ставить на дополнительный съёмный кронштейн и подключать к синхроконтакту кабелем;
- изменён механизм опускания зеркала. Вместо не очень удачной рычажной системы применили миниатюрную лебёдку со шнуром[3].

В остальном конструкция осталась прежней: цельный литой корпус из алюминиевого сплава со съёмной нижней крышкой, видоискатель с матовым стеклом в качестве фокусировочного экрана и несъёмной пентапризмой, взвод затвора и перемотка плёнки производится вращающейся головкой. Замок нижней крышки допускает использование двухцилиндровых кассет, раскрывающихся при запирании камеры.
Фотоаппараты продавались в комплекте с объективом «Индустар-22» 3,5/50 мм, в последние годы выпуска — с «Индустаром-50».
- Тип — однообъективный зеркальный неавтоматический фотоаппарат с «залипающим» зеркалом (зеркало приводится в положение для визирования только при взведённом затворе).
- Тип применяемого фотоматериала — перфорированная киноплёнка шириной 35 мм (фотоплёнка типа 135) в кассетах.
- Размер кадра — 24×36 мм.
- Тип затвора — механический, шторно-щелевой с горизонтальным движением матерчатых шторок.
- Выдержки затвора — 1/30, 1/60, 1/125, 1/250, 1/500 с, «B» (от руки) и длительная.
- Тип крепления объектива — резьба M39×1.
- Рабочий отрезок камеры — 45,2 мм.
- Размер поля изображения видоискателя — 20×28 мм.
- Тип фокусировочного экрана — матовое стекло.
- Увеличение окуляра — 5×.
- Резьба штативного гнезда — 3/8".